# Better Oblivion Community Center (альбом)
Better Oblivion Community Center — единственный студийный альбом американского супердуэта Better Oblivion Community Center, состоящего из Конора Оберста (из Bright Eyes) и певицы Фиби Бриджерс (Boygenius), выпущенный 24 января 2019 года на лейбле Dead Oceans.

## Предыстория и запись
Бриджерс и Оберст сочиняли и записывали альбом тайно в Лос-Анджелесе в середине-конце 2018 года.

## Музыка и темы
Уилл Гермес из Rolling Stone назвал музыку альбома soft rock for hard times («мягким роком для тяжёлых времён»), а Сэм Содомски из Pitchfork назвал его «цельным фолк-роковым альбомом».
Альбом представляет собой свободный концептуальный альбом о Better Oblivion Community Center, вымышленном антиутопическом оздоровительном центре.

## Отзывы
| Совокупная оценка    | Совокупная оценка |
| Источник             | Оценка            |
| -------------------- | ----------------- |
| AnyDecentMusic?      | 7.6/10            |
| Metacritic           | 78/100            |
| Оценки критиков      |                   |
| Источник             | Оценка            |
| The 405              | 7.5/10            |
| Clash                | 8/10              |
| Consequence of Sound | B                 |
| DIY                  | [ 12 ]            |
| Exclaim!             | 8/10              |
| The Guardian         | [ 14 ]            |
| The Line of Best Fit | 8/10              |
| NME                  | [ 16 ]            |
| Pitchfork            | 7.7/10            |
| Rolling Stone        | [ 5 ]             |

Альбом получил положительные отзывы от музыкальных критиков. На сайте Metacritic, который присваивает нормализованный рейтинг из 100 баллов рецензиям основных изданий, альбом получил средний балл 78, основанный на 24 рецензиях.
Уилл Гермес из Rolling Stone сказал: «Дуэт прекрасно гармонирует, голос Оберста часто просто задумчивый скрип половиц за яркими кровавыми признаниями Бриджерс». Дэвид Сакллах из Under the Radar сказал: «Это сплочённая, творческая и многогранная запись, которая понравится поклонникам обоих артистов и подарит искру волшебства, которая так редко появляется в подобных совместных работах». Сэм Уокер-Смарт из Clash высоко оценил альбом, заявив: «Его глубина, смелые звуковые решения и химия делают запись почти идеальной. Вместо того чтобы придерживаться исключительно грустных акустических вибраций, альбом с лёгкостью смешивает кантри, электроэлементы и альт-рок. Как будто пластинка была записана одновременно в 2018, 2007 и 1993 годах, представляя собой тональный величайший хит-парад жёстких эмоций и кулачного веселья». Сара Мёрфи из Exclaim! поставила альбому 8/10, заявив: «Лучшие части альбома… это моменты, когда он не похож ни на что из того, что артисты выпускали раньше».

## Итоговые списки
| Публикация | Список                           | Ранг | Ссылка |
| ---------- | -------------------------------- | ---- | ------ |
| Exclaim!   | Top 29 Albums of 2019 (Mid-Year) | 9    | [ 18 ] |
| Stereogum  | Top 50 Albums of 2019 (Mid-Year) | 14   | [ 19 ] |

## Список композиций
| №                   | Название                        | Автор(ы)                               | Длительность |
| ------------------- | ------------------------------- | -------------------------------------- | ------------ |
| 1.                  | «Didn't Know What I Was in For» | Phoebe Bridgers Conor Oberst           | 4:03         |
| 2.                  | «Sleepwalkin'»                  | Bridgers Oberst                        | 3:12         |
| 3.                  | «Dylan Thomas»                  | Bridgers Oberst                        | 3:36         |
| 4.                  | «Service Road»                  | Bridgers Oberst                        | 3:44         |
| 5.                  | «Exception to the Rule»         | Bridgers Oberst                        | 2:51         |
| 6.                  | «Chesapeake»                    | Bridgers Oberst Christian Lee Hutson   | 4:04         |
| 7.                  | «My City»                       | Bridgers Oberst                        | 4:04         |
| 8.                  | «Forest Lawn»                   | Bridgers Oberst Hutson                 | 3:46         |
| 9.                  | «Big Black Heart»               | Bridgers Oberst Adam McIlwee Ben Walsh | 3:26         |
| 10.                 | «Dominos»                       | Taylor Hollingsworth                   | 4:32         |
| Общая длительность: | Общая длительность:             | Общая длительность:                    | 37:18        |

## Чарты
| Чарт (2019)                             | Высшая позиция |
| --------------------------------------- | -------------- |
| Бельгия/Фландрия (Ultratop)             | 20             |
| Нидерланды (Album Top 100)              | 117            |
| Шотландия (Scottish Albums Chart)       | 35             |
| Великобритания (UK Albums Chart)        | 76             |
| Великобритания Independent Albums (OCC) | 4              |
| США (Billboard Top Album Sales)         | 23             |
| США (Billboard Top Alternative Albums)  | 18             |
| США (Billboard Folk Albums)             | 7              |
| США (Billboard Top Heatseekers Albums)  | 2              |
| США (Billboard Independent Albums)      | 4              |
| США (Billboard Top Rock Albums)         | 41             |
| США (Billboard Top Tastemaker Albums)   | 5              |
| США (Billboard Vinyl Albums)            | 3              |